# Šolta

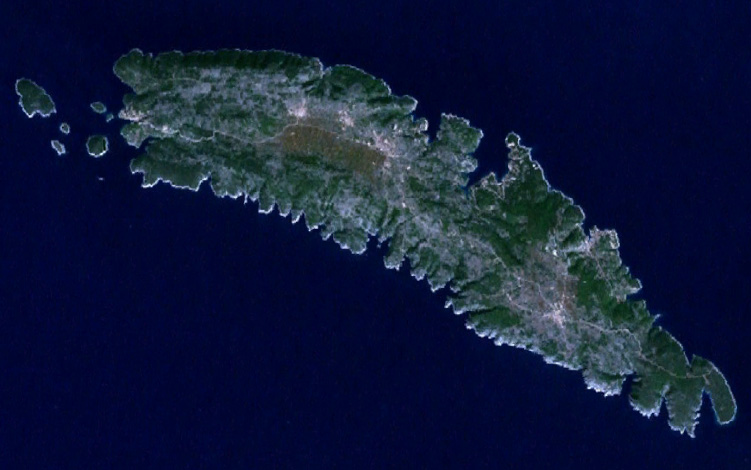
Zdjęcie satelitarne wyspy Šolta

Šolta – trzynasta co do wielkości chorwacka wyspa na Adriatyku, o powierzchni 58,18 km²; długości 19 km; szerokości do 5 km i linii brzegowej o długości 79,45 km. Liczba mieszkańców w 2001 wynosiła 1479 (25,4 os./km²). Nazwa wyspy pochodzi od Rzymian, którzy nazwali ją Solenta. Šolta leży na zachód od wyspy Brač, na północ od wyspy Vis, na północny zachód od wyspy Hvar i na południe od wyspy Čiovo.
Zamieszkana od czasów prehistorycznych, po raz pierwszy wymieniona w Periplusie Pseudo-Scylaxa z IV w. p.n.e. pod nazwą Olyntha.
Na wyspie uprawia się winorośl odmiany dobričić, która prawdopodobnie wywodzi się stąd. Na wyspie rozwinęło się rybołówstwo oraz turystyka.